# まことの救い
まことの救い（まことのすくい）は、日本福音宣教会（英文名称：Japan Gospel Mission）の布教番組。

## 概要
愛媛県松山市でペンテコステ派単立教会を率いていた万代恒雄（1929年 - 1994年）が、1968年に開始したラジオ番組。恒雄の没後は長男の栄嗣（1959年 - ）がラジオ牧師を継いでいる。

## ネット局
放送時間の早い順から記載。
| 放送対象地域 | 放送局名          | 放送時間         | 備考                                                           |
| ------------ | ----------------- | ---------------- | -------------------------------------------------------------- |
| 関西広域圏   | ABCラジオ         | 月曜 4:35 - 4:45 | 幹事局。『信仰の時間』枠。 1週間の最初に放送される番組である。 |
| 日本全域     | ラジオNIKKEI第1   | 金曜 7:15 - 7:25 | 次週月曜日の同じ時間に再放送                                   |
| 広島県       | 中国放送（RCC）   | 土曜 5:15 - 5:25 |                                                                |
| 福島県       | ラジオ福島（rfc） | 土曜 5:30 - 5:40 |                                                                |
| 宮城県       | 東北放送（TBC）   | 日曜 5:20 - 5:30 |                                                                |
| 東海広域圏   | 東海ラジオ（SF）  | 日曜 5:30 - 5:40 |                                                                |
| 福岡県       | KBCラジオ         | 日曜 5:35 - 5:45 |                                                                |
| 高知県       | 高知放送（RKC）   | 日曜 6:00 - 6:10 |                                                                |
| 沖縄県       | ラジオ沖縄（ROK） | 日曜 6:15 - 6:25 |                                                                |
| 愛媛県       | 南海放送（RNB）   | 日曜 6:25 - 6:35 | パーソナリティーの出身地。                                     |
| 宮崎県       | 宮崎放送（MRT）   | 日曜 7:00 - 7:10 |                                                                |